# اوکسوننی
اوکسوننی (به لاتین: Uksunny) یک منطقهٔ مسکونی در روسیه است که در باشقیرستان واقع شده‌است.